# 阿斯特拉维茨核电站
阿斯特拉维茨核电站，位于白俄罗斯格罗德诺州阿斯特拉韋茨基區。核电站的建设计划最早可追溯至1980年代，但建设计划在1986年切尔诺贝利核事故后被暂停。 直至2007年，俄罗斯与白俄罗斯之间的能源纠纷推动了核电站建设的重启。 该核电站由两座核反应堆组成，在2016年至2020年期间建设，预计于2021年完工。在2025年前，核电站可能会再追加建设两座反应堆。 反应堆由俄罗斯原子能出口公司提供。   

## 历史

### 规划
1980年代，前苏联计划在明斯克附近以南约50公里的盧茨克建造一座核电站。根据该计划，核电站准备建设两台VVER-1000反应堆，旨在为明斯克市供电和供热。每台反应堆的额定功率为940兆瓦。  在切尔诺贝利核事故发生后，建设核电站的计划被暂停。直至其从苏联独立后，白俄罗斯的核计划才得到了振兴。1992年12月22日，白俄罗斯宣布准备建造该核电站，并开始实施方案审查15个可能的选址。最初计划建设一台500-600兆瓦的机组，并将于2005年投入使用，电站总装机量将于2005年至2010年达到1000兆瓦。但最终没有就厂址或反应堆类型作出决定。 白俄罗斯政府于1999年通过了停核令，但建造核电站的准备工作没有终止。 
白俄罗斯总统亚历山大·卢卡申科在2002年5月2日表示，白俄罗斯不会在其领土上建造核电站，但有兴趣从俄罗斯购买核电，并有可能进一步在俄罗斯的斯摩棱斯克核电站建造一台白俄罗斯所有的反应堆。 但在2006年中旬，白俄罗斯政府批准了一项在莫吉廖夫州建设2000兆瓦压水堆核电站的计划。 在2007年俄罗斯与白俄罗斯能源纠纷后，卢卡申科重新宣布，为了确保国家能源安全，白俄罗斯需要建造自己的核电站。 2007年6月，俄罗斯提供了20亿美元的信贷额度，用于购买俄罗斯动力机械公司的核电产品。
2007年11月12日，卢卡申科签署了一项法令，确定了负责筹备建造核电站的组织。2008年1月15日，白俄罗斯安全委员会决定建造核电站。 2008年6月25日，白俄罗斯国民议会通过了《核电法》，内容涉及核设施的设计和建造、核设施的安保、安全及其监管措施，并禁止生产核武器和其他核爆炸物。 
核电站在2008年12月20日选址，选定了距立陶宛首都维尔纽斯约45公里，白俄罗斯格羅德諾州的奧斯特羅韋茨镇约18公里的施工地点。  其他备用选址有切尔沃，貝霍夫 和库克希纳瓦。 
核电站的建设方在2009年1月选定，俄罗斯的原子能出口公司将为核电站的建设方。俄罗斯在2009年2月批准了贷款。  双方在2011年签订了正式合同。 
2009年7月1日，一个乌克兰非政府组织向跨界环境影响评价公约（埃斯波公约）执行委员会投诉，指项目多次违反公约。投诉提出，白俄罗斯预先确定了核电站建设的两个关键备选方案：备选地点和项目替代方案，而且白俄罗斯没有允许公众参与环境评估程序，所以违反了该公约。  随后在2009年12月，欧洲经济合作论坛下属法律协调中心向奥胡斯公约遵约委员会提交了一份申诉，质疑白俄罗斯核电站建设的合法性，因为计划侵犯了公约中规定的公众参与权。 

### 建设
尽管有环保组织的关注和呼吁，核电站依然在未经公众讨论的情况下开始施工。2012年6月，核电站建设方开始在距离立陶宛边境约16公里的格罗德诺州阿斯特拉韋茨基區舒尔尼基村附近建设地基。 但在2013年3月和4月，记者均未获准访问施工现场。2013年3月，斯瓦博达电台的记者米哈伊尔·卡涅维奇（Mikhail Karnevich）获得官方许可，可以对发电厂的建设进行报道。但当他来到阿斯特拉韋茨基时，却被禁止访问施工现场。 同样场景在2013年4月再次发生，记者艾尔斯·巴拉岑卡（Ales Barazenka）和纳斯塔西娅·焦米恩（Nastaśsia Jaūmien）在阿斯特拉韋茨基被拘留，原因是他们拍摄了核电站的工地。
2013年11月6日，一号机组第一块核混凝土浇筑完成，这标志着反应堆建设正式开始。 在浇筑完成8个月后，二号机组开始施工。每台机组建设预计需要5年左右的时间。
2014年中，一群白俄罗斯活动家发起了反对建设该核电站的请愿。情愿指出白俄罗斯政府在设计方案出台和许可证发放前就已经开始了建设工作。2015年11月，立陶宛正式通知白俄罗斯，在除紧急情况外不会用其克鲁尼斯抽水蓄能电站为新核电站储备电力。
2016年2月，重330吨、高13米、直径4.5米的反应堆容器（这是俄罗斯Atommash在时隔29年后生产的第一座反应堆容器）被运送到现场。据媒体报道，反应堆容器建造历花了840天（2年零4个月）。其在2015年10月14日从工厂发出。装载反应堆的驳船历经齐姆良斯克水库，伏尔加-顿河运河，伏尔加波罗的海水路，和沃尔霍夫河，最终运抵到诺夫哥罗德。反应堆最终被特种铁路运输车运抵奥斯特罗韦茨火车站。
2016年7月10日，因操作不慎，反应堆容器在起吊过程中砸向地面，导致其需要更换。白俄罗斯与立陶宛政府在事故后针对核电站安全举行了讨论会，白俄罗斯能源部副部长称反应堆建设截止于2016年9月发生了10起事故，导致3人死亡。立陶宛当局要求冻结核电站的建设，直到进行压力测试并得出专家结论。白俄罗斯表示不会暂停核电站建设，但委托了一家俄罗斯公司在2016年12月对反应堆进行压力测试。2016年12月，用于替换之前事故中损坏的反应堆容器从俄罗斯运往核电站工地。但随后在12月26日，反应堆容器在运输途中轻微地撞到了铁轨上方的桅杆。官方报告称，由于接触轻微，容器并没有受到损伤。
2019年2月7日，埃斯波公约缔约方在会后认定，白俄罗斯在选择核电站建设地点时违反了该公约。

### 调试
2019年12月，核电站第一台机组开始进行热试验。该试验在高温条件下检查反应堆整体性能，唯一的不同是反应堆只使用了假燃料棒。国际原子能机构随后在2020年2月对反应堆进行了检查。
2020年4月，核电站完成了并网发电前的测试。2020年8月7日，核电站第一机组开始装载核燃料。 2020年10月11日，第一机组首次达到临界点。
2020年11月3日，核电站开始发电，并于2020年11月7日正式启用。白俄罗斯总统卢卡申科在并网仪式上称：“这是一个历史性的时刻，白俄罗斯将成为一个核大国”。2021年6月10日1号机组开始投入商运，随后2号机组也于2023年11月1日开始商业运营。

## 技术说明
核电站的成本高达110亿美元。除电站建设成本此外，白俄罗斯还追加了投资升级国家电网从核电厂传输电力，为电厂职工建设了宿舍。100亿美元的贷款将在不迟于2021年4月开始偿还。贷款的百分之五十固定利率为5.23％，另一半的贷款利率为六个月Libor美元利率加1.83％。 白俄罗斯政府在2020年要求将还款期限从25年延长至35年。 
由白俄罗斯能源部下设的核电站建设局负责监督核电站的筹备和设计工作。白俄罗斯紧急情况部下属的核与辐射安全司是监管和许可证发放机构。 白俄罗斯国家科学院联合电力与核研究所为该项目提供了技术支持。白俄罗斯国有的动力工程行业研究与设计院（Belnipienergoprom）是该厂的总设计单位，并作为项目管理公司与供应商进行谈判和签订合同，进行可行性研究和准备招标文件。叶莲娜·米罗诺娃（Yelena Mironova）是该项目主管。
俄罗斯原子能出口公司是第三代VVER-1200型反应堆的承包商和供应商。 首组两台反应堆的总装机量约为2400兆瓦。在2025年前，核电站可能会再追加建设两台反应堆。 
| 机组                          | 型号     | 总装机容量 | 施工开始日期  | 商运          | 备注          |
| ----------------------------- | -------- | ---------- | ------------- | ------------- | ------------- |
| 白俄罗斯人(Belarusian)1号机组 | AES-2006 | 1194兆瓦   | 2013年11月8日 | 2021年6月10日 | [ 52 ] [ 39 ] |
| 白俄罗斯人(Belarusian)2号机组 | AES-2006 | 1194兆瓦   | 2014年4月27日 | 2023年11月1日 | [ 53 ]        |

## 反对意见
兴建该核电站计划引起了社会关注。非政府组织开展了活动反对建设核电站，并收集了反对建造新核电站的签名  。白俄罗斯人民阵线的年轻成员组织了活动反对俄罗斯参与电站建设，并敦促白俄罗斯政府将合同授予俄罗斯之外国家的公司。 除此之外，一群白俄罗斯科学家发起了“白俄罗斯无核化”运动，声称白俄罗斯政府在1999年通过的停核令到期之前就开始筹备建造核电站。该暂停令于2009年1月14日到期。 
邻国立陶宛对建设该电厂持批评态度，并打算抵制该电厂。 核电站的安全问题使其备受关注，该核电站仅在建设过程中就发生了几起严重的事故，而白俄罗斯监管部门在数周后才通报了事件。

## 事故
2016年7月10日，在一次测试起吊的过程中，重达330吨的反應爐壓力槽从二至四米的高度砸到地面。核电站的建设方俄罗斯原子能公司随后在8月2日确认了事故，称工人在起吊时没有正确固定核岛，导致其着地。该公司称事故没有导致任何损失。
2020年11月10日，该电站在白俄罗斯总统卢卡申科宣布正式启用的三天后就因故停止了发电。该设施的几台变压器发生爆炸，导致反应堆暂停向电网输电。 维修变压器耗费了九天，反应堆在维护结束后重新联网。因对反应堆安全极度不信任，立陶宛政府在2020年10月底开始向其居民发放碘片，以预防可能发生的核事故。截止到2020年11月19日，超过两百万碘片已经被发放到居民的手中。